# Clement Crisp
Clement Andrew Crisp (Romford, 21 settembre 1926 – 1º marzo 2022) è stato un critico teatrale britannico.

## Biografia
Nato nell'Essex nel 1926, Clement Crisp cominciò ad interessarsi al balletto da bambino dopo aver visto una rappresentazione de Il lago dei cigni. Dopo aver passato un anno a Bordeaux ritornò in Inghilterra e si laureò in lingua e letteratura francese al Keble College dell'Università di Oxford.
Dopo essere stato un insegnante di francese per alcuni anni, nel 1956 divenne critico di danza per The Financial Times. Crisp continuò a ricoprire la carica per oltre sessant'anni, ritirandosi solo nel 2020. Durante gli anni sessanta lavorò anche come critico per The Spectator e nel 1967 fu nominato bibliotecario onorario della Royal Academy of Dance. Nel corso della sua carriera è stato autore o co-autore di diciassette libri sulla storia della danza classica.
Dichiaratamente gay, fu legato sentimentalmente a Peter Hollamby per oltre cinquant'anni. È morto nel 2022 all'età di novantacinque anni.

## Opere (parziale)

### Monografie
- Ballet for All, 1971. ISBN 978-0715350140
- Making a Ballet, 1975. ISBN 978-0289704875
- Ballet in Art, 1976. ISBN 9780904069174
- Introducing Ballet, 1976. ISBN 978-0289707258
- The Colourful World of Ballet, 1977. ISBN 978-0904230390
- Design for Ballet, 1978. ISBN 978-0289705964
- The Balletgoer's Guide, 1981. ISBN 978-0718120139
- History of Dance, 1981. ISBN 978-0517542828
- Dancer, 1984. ISBN 978-0563202615
- Ballerina, 1987. ISBN 978-0563204367
- Ballet: An Illustrated History, 1992. ISBN 978-0241130681

### Antologie
- Clement Crisp Reviews: Six Decades of Dance: Sixty Years of Dance, 2021. ISBN 978-1527287747